# Karl Harrer
Karl Harrer (n. 8 octombrie 1890, Beilngries, Regatul Bavariei, Reich-ul German – d. 5 septembrie 1926, München, Republica de la Weimar) a fost un jurnalist și politician german, unul dintre membrii fondatori ai Deutsche Arbeiterpartei (Partidul Muncitoresc German, DAP), în ianuarie 1919, predecesorul Nationalsozialistische Deutsche Arbeiterpartei (NSDAP), mai cunoscut sub numele de Partidul Nazist.